# ناتاشا لگرو
ناتاشا لگرو (به انگلیسی: Natasha Leggero) (زاده ۲۶ مارس ۱۹۷۴) بازیگر آمریکایی است.
از فیلم‌های معروف او می‌توان به بازی در دو اور اشاره کرد.